# Kéktükrös bunkóslepke
A kéktükrös bunkóslepke (Papilio paris) a rovarok (Insecta) osztályának lepkék (Lepidoptera) rendjébe, ezen belül a pillangófélék (Papilionidae) családjába tartozó faj.

## Előfordulása
Kína szubtrópusi területétől kezdve egészen Jáváig és Indiáig.

## Megjelenése
Gyönyörű, nagy lepke. Szárnyfesztávolsága 8–13,5 centiméter. Első szárnya nagy háromszög alakú, hátsó szárnya hullámos szegélyű, végén hosszú megvastagodott végű faroknyúlvánnyal. Szárnyának és testének alapszíne fekete, rajta pedig elszórtan vannak fémfényű zöld pikkelyek, hátsó szárnyán pedig egy nagy fémfényű folt van. A hátsó szárny belső szegélyén egy pár fekete közepű vörös szemfolt található. A nőstények fakóbbak a hímeknél.

## Életmódja
Mindkét nem nektárral táplálkozik, de a hímek gyakran gyülekeznek a földön sóért. Az imágók gyors 
röptűek.

## Egyedfejlődése
- Pete: Fényes sárga gömb alakú, átmérője 1,5 mm.
- Lárva: Kiskorában madárürülékszerű barna, fehér sávokkal. A nagyobb lárvák hossza elérheti a 6 cm-t, kövér és zöld, két fejlett szemfolttal és hosszú sárga kifordítható Y alakú bűzmiriggyel (osmatherium) rendelkezik. A lárvák a rutafélék (Rutaceae) családjába tartozó növényekkel (pl. citrusfélék és kínai bors) táplálkozik, ritkán kártevő lehet.
- Báb: Zöld vagy barna levélszerű, hasoldala fehéres. Fején egy pár rövid macskafülszerű nyúlvány található. Teste lapos, hossza 3–4 cm.